# 防寫入保護

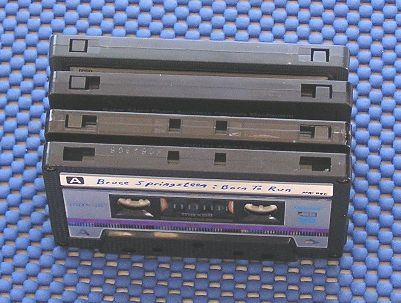
從上到下：沒有保護的第一型卡帶、沒有保護的第二型卡帶、沒有保護的第四型卡帶、有保護的第四型卡帶

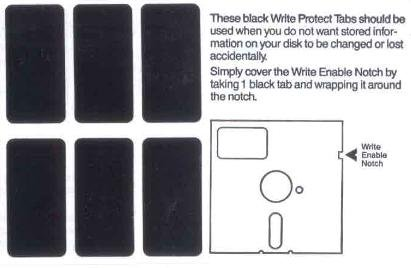
5-1/4"軟碟片防寫入標籤

防寫入保護（Write protection）是指儲存裝置的實體保護機制，避免設備中重要的資料被誤寫或是誤刪。許多常用的商用軟體、錄音帶及錄影帶會以防寫入的方式販售。
防寫入保護是針對一些允許寫入的儲存裝置（如錄音帶、錄影帶、磁片），有些裝置的防寫入保護是可以用電氣以外的方式設定保護或是解除保護，也可以用目視的方式識別裝置是否有防寫入保護。
以5-1/4"軟碟片為例，在軟碟片側面若有一凹槽，表示可以寫入，若在軟碟片側面沒有凹槽，或是其凹槽已被貼紙蓋住，表示有防寫入保護。

## 範例
- 卡式录音带及VHS录影带在卡帶後面的側邊有一個可以折斷的塑膠片（沒有塑膠片＝不允許寫入）
- 8吋及5¼吋的軟碟片在正面的右側分別有防止寫入及允許寫入的凹槽（8吋軟碟片：有凹槽＝不允許寫入，5¼吋軟碟片：沒有凹槽或凹槽被蓋住＝不允許寫入）。
- 3½吋的軟碟片在右下方有一個塑膠滑塊，可以讓防寫窗（防寫孔）打開或是關閉（防寫窗打開＝不允許寫入）[1]
- Iomega（英语：Iomega）的Zip Drive是利用IomegaWare軟體進行防寫保護。
- Syquest（英语：Syquest） EZ-drive（135 & 250MB）在磁碟機下方後面有一個小的金屬防寫開關。
- 8mm（英语：Video8）、Hi8（英语：Hi8）及DV录影带在後方有一個滑動防寫開關。
- Iomega（英语：Iomega）的Ditto卡匣在前面的左上方的有一個小的滑動防寫開關。
- 有些闪存盘會有小的防寫開關，但不普遍。像Transcend的JetFlash系列就有防寫開關。
- SD卡在左側有一個防寫開關。

這些機制只是防止人們無意中寫入或是刪除資料，或是因電腦病毒攻擊而造成的破壞。若是有人蓄意要修改資料，可以直接在儲存媒體上開洞或是把洞貼起來，解除防寫入保護，另一種破壞方式是直接破壞儲存媒體，使其無法讀取。
防寫入保護一般是用硬體的方式進行。在電腦設備中，若試著要寫入已防寫的設備，作業系統會顯示錯誤訊息。有些錄音機若是放入防寫的錄音帶時，其錄音鍵會鎖住無法按下。

## 寫入阻塞
寫入阻塞（Write blocking）是防寫入保護中的一種，用在電腦鑑識中，可以維持儲存媒體（例如硬碟）中資料的完整性。寫入阻塞是避免設備中所有的寫入動作，以確保利用資料恢復方式得到的資料是正確沒有變動過的。
硬體寫入阻塞是由Mark Menz及Steve Bress發明的（US patent 6,813,682及EU patent EP1,342,145）
寫入阻塞的技術有分為硬體及軟體兩種，不過軟體寫入阻塞比較不可靠。